# Football Club Flora 2018
Questa voce raccoglie le informazioni riguardanti il Football Club Flora Tallinn nelle competizioni ufficiali della stagione 2018.

## Stagione
- In campionato il Flora Tallinn termina al terzo posto (83 punti) dietro a Kalju Nõmme (86) e Levadia Tallinn (84).
- In coppa nazionale viene eliminato agli ottavi di finale dal Levadia Tallinn (2-1).
- In supercoppa nazionale perde contro il Levadia Tallinn (2-2 e poi 4-3 ai rigori).
- In Champions League viene eliminato al primo turno dagli israeliani dell'Hapoel Beer Sheva (2-7 complessivo).
- In Europa League viene eliminata al secondo turno dai ciprioti dell'APOEL Nicosia (2-5 complessivo).

## Maglie e sponsor
La divisa casalinga era composta da una maglia interamente verde con una fantasia di poligoni di varie tonalità dello stesso colore, pantaloncini bianchi e calzettoni verdi con rifiniture bianche. Quella da trasferta era invece composta da una maglia bianca con colletto nero, pantaloncini neri e calzettoni bianchi con rifiniture nere.
| Casa | Trasferta |

## Rosa
| N. |                      | Ruolo | Calciatore        |
| -- | -------------------- | ----- | ----------------- |
| 1  | Estonia (bandiera)   | P     | Magnus Karofeld   |
| 2  | Estonia (bandiera)   | D     | Märten Kuusk      |
| 3  | Estonia (bandiera)   | D     | Jürgen Lorenz     |
| 4  | Estonia (bandiera)   | D     | Kevin Aloe        |
| 5  | Estonia (bandiera)   | C     | Vladislav Kreida  |
| 6  | Estonia (bandiera)   | C     | German Šlein      |
| 7  | Estonia (bandiera)   | A     | Frank Liivak      |
| 8  | Estonia (bandiera)   | C     | Mihkel Ainsalu    |
| 9  | Estonia (bandiera)   | A     | Rauno Alliku      |
| 10 | Estonia (bandiera)   | C     | Martin Miller     |
| 11 | Estonia (bandiera)   | A     | Rauno Sappinen    |
| 14 | Estonia (bandiera)   | C     | Vlasiy Sinyavskiy |
| 16 | Finlandia (bandiera) | D     | Anselmi Nurmela   |
| 17 | Estonia (bandiera)   | D     | Marco Lukka       |

| N. |                    | Ruolo | Calciatore            |
| -- | ------------------ | ----- | --------------------- |
| 19 | Estonia (bandiera) | D     | Gert Kams (capitano)  |
| 20 | Estonia (bandiera) | C     | Maksim Gussev         |
| 21 | Estonia (bandiera) | D     | Madis Vihmann         |
| 22 | Estonia (bandiera) | C     | Aleksandr Dmitrijev   |
| 24 | Estonia (bandiera) | D     | Henrik Pürg           |
| 27 | Estonia (bandiera) | D     | Joseph Saliste        |
| 35 | Estonia (bandiera) | C     | Markus Poom           |
| 45 | Estonia (bandiera) | C     | Henri Järvelaid       |
| 49 | Georgia (bandiera) | C     | Zakaria Beglarishvili |
| 50 | Estonia (bandiera) | A     | Erik Sorga            |
| 71 | Estonia (bandiera) | A     | Mark Anders Lepik     |
| 72 | Estonia (bandiera) | C     | Herol Riiberg         |
| 73 | Estonia (bandiera) | P     | Mait Toom             |
| 77 | Estonia (bandiera) | P     | Kristen Lapa          |